# Oncidium baueri
Oncidium baueri é uma espécie de orquídea epífita do gênero Oncidium, da subfamília Epidendroideae pertencente à família Orchidaceae. É endêmica da América tropical.

## Descrição
É uma espécie de tamanho grande, tendo preferência por climas quentes, de hábito epífito e com pseudobulbos envoltos por bainhas foliares com duas a três folhas apicais, lineares e acuminadas. Produz inflorescências pendentes, que possuem em torno de 1,4 a 2,5 metros, com sete a vinte flores, com alta quantidade de panículas ramificadas com com brácteas florais lanceoladas, acuminadas, pontiagudas, papiráceas e conspícuas surgindo em um pseudobulbo maduro com 7 flores em cada ramo. As florescem florescem na primavera.

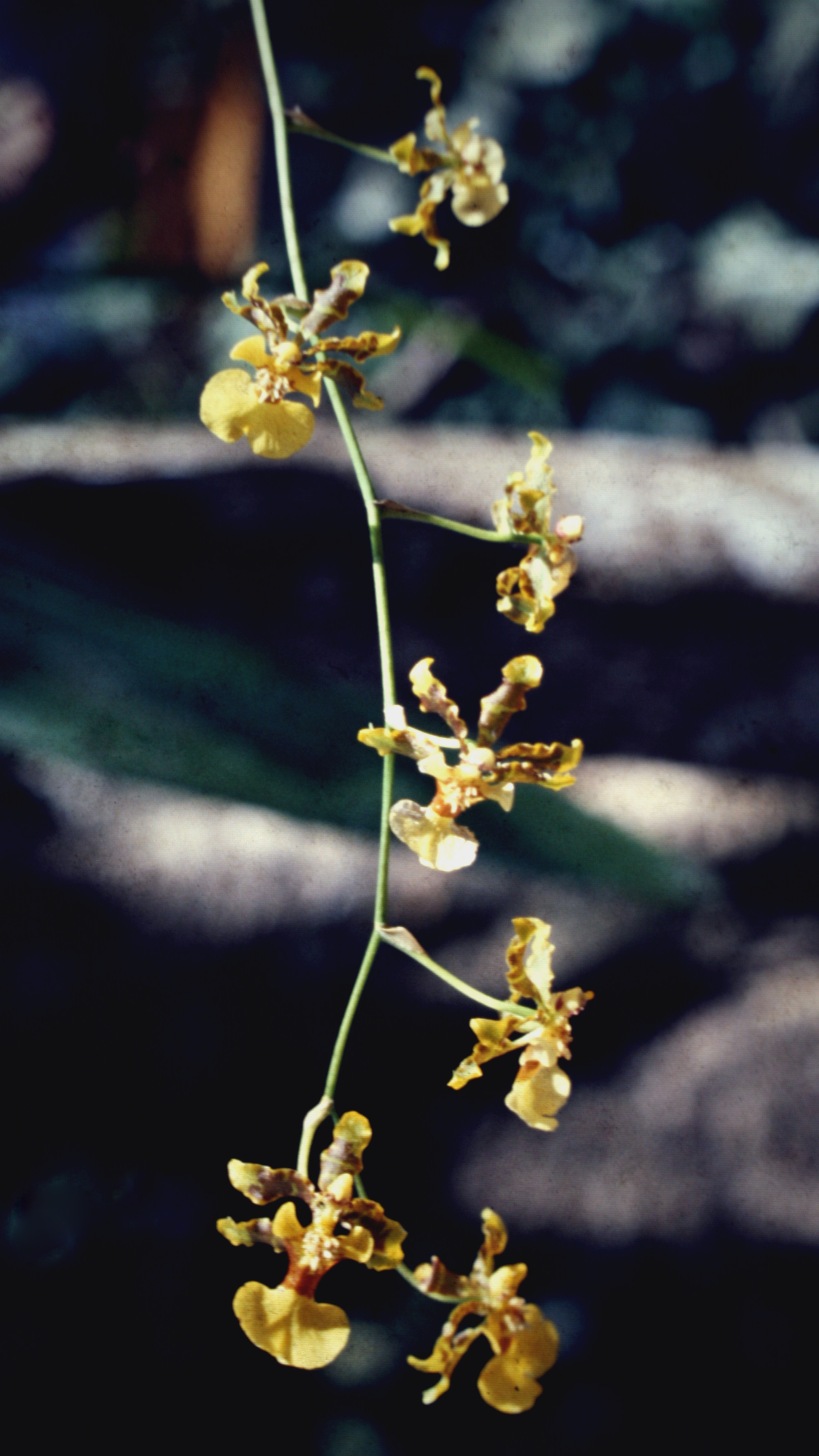
Inflorescência no Suriname

## Distribuição geográfica
Pode ser encontrada nas ilhas de Sotavento, Porto Rico, Costa Rica, Colômbia, Venezuela, Guiana Francesa, Guiana, Jamaica, Suriname, Brasil, Equador, Panamá, Peru até Bolívia. Seus habitats naturais são as florestas tropicais úmidas e montanhas em bosques úmidos a 1300 metros acima do nível do mar.

## Fitoquímica e aspectos ecológicos
A espécie se caracteriza pela presença de flavonoides e derivados fenantrenoides. O estudo químico da espécie levou ao isolamento dos flavonoides inéditos oncibauerinas A e B, que se caracterizam pela presença de um dissacarídeo constituído por uma molécula de glicose ligada a apiose. De suas flores, foram isolados flavonoides glicosilados, compostos de coloração amarela que conferem a cor típica das flores desta espécie e que podem ser os responsáveis pela atração visual de polinizadores.

## Sinônimos
- Epidendrum floridum Vell. 1831
- Epidendrum gigas L.C.Rich. ex Lindl. 1833
- Oncidium advena Rchb.f. 1860
- Oncidium altissimum Lindl. 1834
- Oncidium altissimum var. baueri (Lindl.) Stein 1892
- Oncidium altissimum var. Beta Lindl.
- Oncidium bicameratum Rchb.f. ex Kraenzl.
- Oncidium bolivianum Schltr. 1911
- Oncidium buchtienii Schltr. 1929
- Oncidium guttulatum Rchb.f. ex Lindl. 1855
- Oncidium hannelorae Nir
- Oncidium hebraicum Rchb.f.
- Oncidium kappleri Rchb.f. ex Lindl. 1855
- Oncidium multiflorum Soysa 1937
- Oncidium peliogramma Linden & Rchb.f. 1871
- Oncidium pentacostele Rchb.f. 1859
- Oncidium platyglossum Rchb.f. ex Linden 1882
- Oncidium polycladium Rchb.f. ex Lindl. 1855
- Oncidium scabripes Kraenzl. 1922
- Oncidium schmidtianum Rchb.f.
- Oncidium tonduzii Schltr. 1910
- Oncidium wydleri Rchb.f. 1885
- Vitekorchis buchtienii (Schltr.) Romowicz & Szlach. 2006[1][3][6]